# Oumar Dia
Pour les articles homonymes, voir Dia.
Oumar Dia, né le 1er janvier 1955, est un joueur sénégalais de basket-ball.

## Carrière
Oumar Dia évolue avec l'ASC Jaraaf jusqu'en 1978. En 2008, à l'âge de 53 ans, il fait une dernière apparition sous le maillot de l'ASC Jaaraf en tant qu'entraîneur-joueur, obtenant la montée en première division sénégalaise.
Il dispute avec l'équipe du Sénégal les Jeux olympiques d'été de 1980 à Moscou, terminant à la onzième place.
Il est le père de la joueuse internationale de basket-ball Mariame Dia.